# Junkers K 37

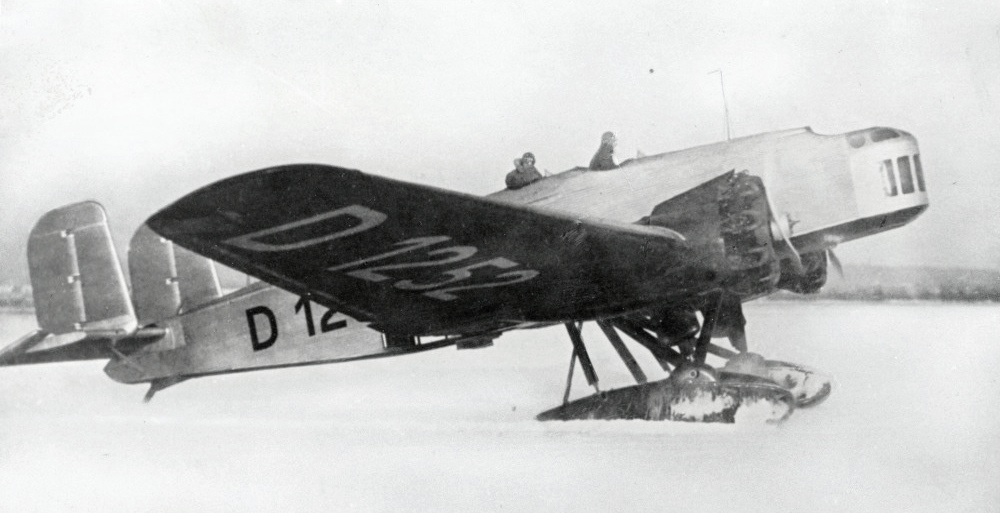
Junkers K 37 D 1252

Die Junkers K 37 war ein als Tiefdecker ausgelegtes Kampfflugzeug des deutschen Herstellers Junkers, welches auf dem Versuchsflugzeug Junkers S 36 aufbaute.

## Geschichte
Die K 37 war ein freitragender Tiefdecker in Ganzmetallbauweise mit starrem Fahrwerk. Die Maschine wurde 1927 im Junkers-Zweigwerk Limhamn in Schweden aus einer Junkers S 36 gefertigt. Die ursprünglich zivile Version der S 36 wurde durch den Einbau von vier Maschinengewehren militärtauglich gemacht. Je ein bewegliches MG befand sich im oberen Rumpfbugsegment und im Rücken des Rumpfmittelteils. Des Weiteren konnte durch das Öffnen einer Bodenklappe nach unten geschossen werden. Unter den Tragflächen konnte eine maximale Bombenlast von 500 kg mitgeführt werden. Die Motorisierung bestand aus zwei Siemens Jupiter-VI-Motoren mit einer Startleistung von 1020 PS (750 kW). Zwei Versionen waren geplant, eine Landversion mit Fahrwerk und eine Wasserversion mit Schwimmern. Die Besatzung bestand aus 3 Mann. Die Gefechtsstände und das Cockpit waren noch ohne Kanzel.
Die ersten beiden Junkers K 37 trugen die schwedischen Kennzeichen S-AABL und S-AABP. Die S-AABP wurde mitsamt der Nachbaulizenz 1932 an die japanischen Streitkräfte verkauft und bildete für das japanische Flugzeugbauunternehmen Mitsubishi Nainenki Kabushiki Kaisha die Vorlage zu den 1935 gebauten Bomberbaureihen Mitsubishi Ki-1 und Mitsubishi Ki-2.

## Technische Daten
| Kenngröße             | Daten der Junkers K 37 be                                                 |
| --------------------- | ------------------------------------------------------------------------- |
| Besatzung             | 3                                                                         |
| Länge                 | 11,41 m                                                                   |
| Spannweite            | 20,14 m                                                                   |
| Höhe                  | 4,60 m                                                                    |
| Flügelfläche          | 54,00 m²                                                                  |
| Flügelstreckung       | 7,5                                                                       |
| Rüstmasse             | 2750 kg                                                                   |
| Startmasse            | 4500 kg                                                                   |
| Höchstgeschwindigkeit | 245 km/h                                                                  |
| Dauergeschwindigkeit  | 220 km/h                                                                  |
| Landegeschwindigkeit  | 110 km/h                                                                  |
| Steigzeit auf 3000 m  | 13,0 min                                                                  |
| Steigleistung         | 3,80 m/s                                                                  |
| Dienstgipfelhöhe      | 6750 m                                                                    |
| Reichweite            | 850 km                                                                    |
| Triebwerke            | 2 × 9-Zylinder-Sternmotoren Gnôme-Rhône Jupiter VI mit je 440 kW (600 PS) |
| Bewaffnung            | 3 Maschinengewehre                                                        |

## Technische Daten Lizenzbau Ki-1
| Kenngröße             | Daten der Mitsubishi Ki-1                                                                 |
| --------------------- | ----------------------------------------------------------------------------------------- |
| Besatzung             | 4                                                                                         |
| Länge                 | 14,80 m                                                                                   |
| Spannweite            | 26,50 m                                                                                   |
| Höhe                  | 4,923 m                                                                                   |
| Flügelfläche          | 90,74 m²                                                                                  |
| Flügelstreckung       | 7,7                                                                                       |
| Leermasse             | 4880 kg                                                                                   |
| Startmasse            | 8100 kg                                                                                   |
| Höchstgeschwindigkeit | 220 km/h                                                                                  |
| Marschgeschwindigkeit | 195 km/h                                                                                  |
| Dienstgipfelhöhe      | 5000 m                                                                                    |
| Triebwerke            | 2 × Mitsubishi Typ 93 Ha-2 (Startleistung je 750 PS (ca. 550 kW) bis 940 PS (ca. 690 kW)) |